# Aeroporto Internazionale Hewanorra
L'Aeroporto Internazionale Hewanorra (Hewanorra International Airport) è un aeroporto situato vicino a Vieux Fort, nello stato di Saint Lucia.
L'aeroporto è omologato come Fire Category 9 ed è in grado di gestire 500.000 passeggeri in un anno e aeromobili del tipo Boeing 747, Airbus A330, Airbus A340 e altri modelli simili.